# Bani de-acasă
Money from Home este un film american din 1953 regizat de George Marshall. În rolurile principale joacă actorii Dean Martin și Jerry Lewis.

## Distribuție
- Dean Martin — Herman "Honey Talk" Nelson
- Jerry Lewis — Virgil Yokum
- Marjie Millar — Phyllis Leigh
- Pat Crowley — Dr. Autumn Claypool
- Richard Haydn — Bertie Searles